# Friedrich Körber
Friedrich Körber (* 1. April 1887 in Duisburg; † 30. Juli 1944 in Göttingen) war ein deutscher Ingenieur.

## Leben
Körber, Sohn des Realgymnasiallehrers Otto Körber aus Eisleben und seiner Frau Elise geb. Wilhelmi, machte seinen Schulabschluss 1905 am Steinbart-Gymnasium und studierte 1905–1910 Naturwissenschaften und Mathematik an der Universität Göttingen und in München. Er fertigte in Göttingen unter Gustav Tammann seine Dissertation Über den Einfluß des Druckes auf das elektrolytische Leitvermögen von Lösungen an, mit der er 1909 zum Dr. phil. promoviert wurde. Er blieb Tammanns Assistent bis zum Kriegsausbruch 1914.
Während des Ersten Weltkrieges war Körber als Leutnant der Reserve im Fronteinsatz. 1917 wurde er von der Ostfront zur Dienstleistung beim Fachausschuss VI der Kaiser-Wilhelm-Stiftung für kriegstechnische Wissenschaften kommandiert unter dem Obmann Fritz Wüst, Direktor des Eisenhüttenmännischen Institutes der RWTH Aachen. Gleichzeitig wurde er bei Wüst Dozent für physikalische Metallurgie an der RWTH. Nach seiner Habilitation lehrte er ab dem 2. Januar 1924 dort als Privatdozent.
In dem neuen und von Wüst geleiteten Kaiser-Wilhelm-Institut für Eisenforschung in Düsseldorf wurde Körber 1920 Vorsteher der mechanisch-technologischen Abteilung. Nach dem Rücktritt Wüsts von der Institutsleitung wurde Körber auf Vorschlag Wüsts am 1. Januar 1923 Direktor dieses Institutes, das er bis zu seinem Tode leitete.
Unter Körber wurden Untersuchungen in der gesamten Eisenhüttentechnik durchgeführt von der Erzaufbereitung, Erschmelzung des Eisens bis zur Weiterverarbeitung. Seine eigenen Arbeiten konzentrierten sich auf die mechanischen Eigenschaften und die bildsame Umformung der Metalle. Auf Vortragsreisen auch in die USA und nach Japan stellte er die Arbeitsergebnisse vor.
Zum 1. Mai 1937 trat Körber der NSDAP bei (Mitgliedsnummer 4.101.965).
Körber hatte 1920 in Berlin Nora Schumacher (* 1897) geheiratet, Tochter des Chemikers und Eisenhütten-Ingenieurs Dr. Wilhelm Schumacher (1863–1939), mit der er einen Sohn und zwei Töchter hatte. Er erkrankte im Februar 1944 schwer und erlag seiner Krankheit Ende Juli 1944. Er wurde am 3. August 1944 in Göttingen beigesetzt.
Von 1937 bis zu seinem Tod war Körber Mitglied des Senats der Kaiser-Wilhelm-Gesellschaft. Er gehörte auch dem Verein Deutscher Ingenieure (VDI) an.

## Preise und Ehrungen
- Ehrendoktor der TH Dresden 1928
- Honorarprofessor der RWTHTH Aachen 1929
- korrespondierendes Mitglied der Akademie der Wissenschaften zu Göttingen 1938[6]
- korrespondierendes Mitglied der Königlich Schwedischen Akademie der Wissenschaften, Klasse der Technischen Wissenschaften
- Sven-Rinman-Medaille des Jernkontoret 1937
- Goldene Honda-Medaille des Nippon Kinzoku Gakkai  (Japanisches Metall-Institut) 1941